# Wilhelmina von Hallwyl

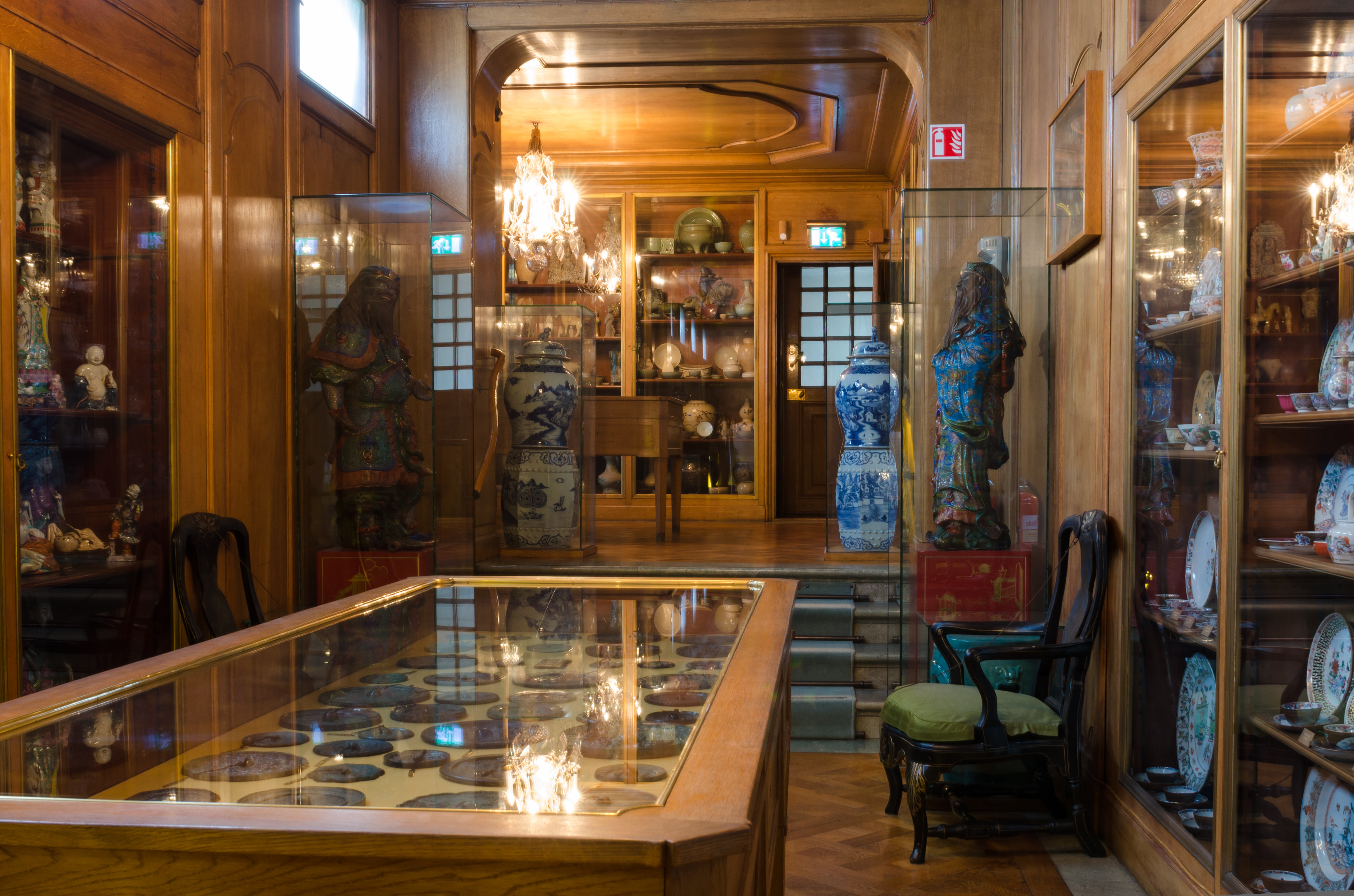
La sala de porcelana de Hallwyl House

La condesa Anna Fridrica Wilhelmina von Hallwyl, de soltera Kempe (1 de octubre de 1844 - 25 de julio de 1930) fue una coleccionista y donante sueca cuya acumulación de arte y otros objetos constituye el actual Museo Hallwyl en Estocolmo .

## Biografía
Wilhelmina nació en Estocolmo, hija única y heredera del rico maderero Wilhelm Kempe de Ljusne-Woxna AB. A los 20 años se casó con el conde de origen suizo Walther von Hallwyl (1839-1921), capitán del Estado Mayor suizo que más tarde adquirió la nacionalidad sueca. Hallwyl sucedió a su suegro como director general de Ljusne-Woxna y fue miembro del riksdag (primera cámara) sueco entre 1897 y 1905. 
La riqueza de su familia permitió a la joven Wilhelmina Kempe cultivar el interés por coleccionar arte y antigüedades, y recogía objetos aquí y allá mientras viajaba con sus padres. Este interés continuó tras su matrimonio y siguió siendo su principal pasión durante toda su vida. Su colección llegó a incluir un gran número de obras de arte y decoración europeas y de Asia oriental, así como armas y armaduras, libros y manuscritos.
Habiendo vivido durante algún tiempo en Ericslund Manor, cerca de Trosa, y en una vivienda alquilada en Estocolmo, los Hallwyl encargaron a Isak Gustaf Clason que les construyera una casa privada, el actual Museo Hallwyl junto al parque Berzelii en el centro de Estocolmo, iniciada en 1893 y terminada. en 1898. Detrás de la fachada de influencia veneciana de Clason, las habitaciones estaban decoradas en varios estilos históricos. Inicialmente se colgaron cuadros y tapices en las paredes de los apartamentos, pero finalmente el ático tuvo que convertirse en una galería dedicada a la creciente colección de cuadros. 
La casa entera y todo su contenido fueron finalmente donados al Estado sueco. La donación se había anunciado en 1921, pero no se hizo efectiva hasta la muerte de la condesa en 1930, y la casa permaneció cerrada al público hasta 1938, una vez finalizado el catálogo de todo su contenido. La intención era documentar y preservar toda la casa tal y como se había dejado, tanto las colecciones de arte y antigüedades como los muebles contemporáneos, los textiles y los objetos domésticos cotidianos utilizados por la familia y sus sirvientes, como ropa, utensilios de cocina y material de oficina. A los objetos de arte se añaden objetos personales, como un trozo de la barba del conde y un trozo de la tarta nupcial.
El catálogo había sido iniciado por la condesa von Hallwyl mientras la colección seguía creciendo; a partir de 1909, contrató a varios expertos de renombre en temas como la pintura europea, los bronces chinos y la porcelana europea y de Asia oriental para que la ayudaran en el trabajo. En su versión final, el catálogo detallado debía contener unas 50.000 entradas, y se imprimió finalmente en 79 volúmenes entre 1926 y 1957. 
También se encargó de la investigación arqueológica y la restauración de la casa solariega de su marido, Schloss Hallwil, en Argovia, para lo que creó un fondo fiduciario, Hallwil-Stiftung. Entre otras donaciones, creó la cátedra Hallwyl de etnología en el Museo Nórdico y la Universidad de Estocolmo. 
De las tres hijas supervivientes de los Hallwyl (una cuarta murió en la infancia), dos son más conocidas para la historia. La mayor, Ebba von Eckermann, es conocida como activista social y filántropa. La mediana, Ellen, escultora, se casó con el diplomático Henrik de Maré y fue madre de Rolf de Maré, fundador de los Ballets suédois. Tras un escandaloso divorcio, Ellen se volvió a casar con el historiador del arte Johnny Roosval 

## Otras lecturas
- Wilhelmina von Hallwyl en Svenskt kvinnobiografiskt lexikon